# Les Pépites du Cinéma
 (octobre 2013).
Si vous disposez d'ouvrages ou d'articles de référence ou si vous connaissez des sites web de qualité traitant du thème abordé ici, merci de compléter l'article en donnant les références utiles à sa vérifiabilité et en les liant à la section « Notes et références ».
Le Festival Les Pépites du Cinéma est un festival itinérant de films urbains. Il a lieu une fois par an et propose des films de réalisateurs de talent, d’origine et de cultures différentes, qui ont comme point commun la rue, comme lieu de création ou source d’inspiration. En 2013, il fête sa 7e édition. 
Il a révélé des films comme Donoma de Djinn Carrenard ou encore Rengaine de Rachid Djaïdani et a pour parrain Michel Gondry qui y présentait en 2012 The We and the I en avant-première.
Le festival est dirigé par Aïcha Belaïdi et cette découvreuse de talents urbains mélange des courts-métrages de jeunes réalisateurs parisiens avec des longs-métrages de réalisateurs confirmés, comme Hany Abu-Assad, en passant par des une avant première d'un film de Michel Gondry ou celle de la version restaurée de Scarface. Il dure une semaine et se passe dans divers lieux, à Paris (Le Louxor, MPAA-Auditorium de Saint Germain,...), comme en banlieue (Commune Image et L'espace 1789 à Saint-Ouen, le Cinéma l'étoile à La Courneuve, ...).

## Édition 2013
Du 4 au 11 octobre 2013
- Film d'ouverture : Vandal de Hélier Cisterne
- Film de clôture : Fièvres de Hicham Ayouch

## Édition 2014
L'édition 2014 s'est déroulée dans 3 villes : à la Courneuve, à Saint-Ouen, et à Tanger.
Ont été présentés en avant-première les films suivants :
- Geronimo de Tony Gatlif
- Concerning Violence de Göran Hugo Olson
- Brooklyn de Pascal Tessaud
- Ghetto Child de Guillaume Torjman
- Piste Noire de Jalil Naciri
- Casting Sauvage de Galaad Hemsi